# Coupe d'Europe hivernale des lancers 2005
Navigation
Édition précédente Édition suivante
La 5e édition de la Coupe d'Europe hivernale des lancers s'est déroulée les 12 et 13 mars 2005 à Mersin, en Turquie. La compétition est organisée par l'Association européenne d'athlétisme.

## Résultats

### Hommes
| Épreuves          | Or                      | Argent                   | Bronze                            |
| Lancer du poids   | Rutger Smith 21,00 m    | Gheorghe Guşet 20,75 m   | Manuel Martínez Gutiérrez 20,22 m |
| Lancer du disque  | Gerd Kanter 66,05 m     | Gábor Máté 64,17 m       | Rutger Smith 62,80 m              |
| Lancer du javelot | Alexandr Ivanov 81,13 m | Igor Sukhomlinov 80,02 m | Manuel Nau 76,76 m                |
| Lancer du marteau | Ivan Tsikhan 80,79 m    | Aleksey Zagornyi 78,11 m | Ilya Konovalov 77,35 m            |

### Femmes
| Épreuves          | Or                      | Argent                   | Bronze                   |
| Lancer du poids   | Olga Ryabinkina 18,41 m | Assunta Legnante 17,98 m | Kristin Marten 17,68 m   |
| Lancer du disque  | Natalya Sadova 61,74 m  | Nicoleta Grasu 60,75 m   | Jana Tucholke 57,84 m    |
| Lancer du javelot | Steffi Nerius 61,01 m   | Lada Chernova 60,05 m    | Mariya Abakumova 59,06 m |
| Lancer du marteau | Ivana Brkljačić 71,00 m | Mihaela Melinte 70,40 m  | Olga Kuzenkova 70,11 m   |

## Classement par équipes
| Place | Pays      | Points |
| ----- | --------- | ------ |
| 1     | Russie    | 8 602  |
| 2     | Allemagne | 8 286  |
| 3     | Italie    | 7 959  |
| 4     | Turquie   | 7 176  |

| Place | Pays      | Points |
| ----- | --------- | ------ |
| 1     | Russie    | 8 334  |
| 2     | Allemagne | 8 155  |
| 3     | Italie    | 7 848  |
| 4     | Ukraine   | 7 448  |
| 5     | Turquie   | 6 477  |